# Homalocnemis maculipennis
Homalocnemis maculipennis är en tvåvingeart som beskrevs av Malloch 1932. Homalocnemis maculipennis ingår i släktet Homalocnemis och familjen Homalocnemiidae. Inga underarter finns listade i Catalogue of Life.